# Орловец (Болгария)
Орловец (болг. Орловец) — село в Болгарии. Находится в Великотырновской области, входит в общину Полски-Трымбеш. Население составляет 513 человек (2022).

## Политическая ситуация
В местном кметстве Орловец, в состав которого входит Орловец, должность кмета (старосты) исполняет Виолета Николова Маринова (Национальное движение «Симеон Второй» (НДСВ)) по результатам выборов правления кметства.
Кмет (мэр) общины Полски-Трымбеш — Георги Александров Чакыров (независимый) по результатам выборов в правление общины.